# Михайличенко Володимир Терентійович
Михайличенко Володимир Терентійович (13.09.1936, Кривий Ріг — 4.01.1978, там же) — радянський, український поет, належить до плеяди поетів-шістдесятників. Член спілки письменників України (2001, посмертно).

## Біографія
Михайличенко Володимир Терентійович народився 13 вересня 1936 року на руднику «Червоногвардійський» Жовтневого району міста Кривого Рогу.
Батьки — Михайличенко Терентій Семенович та Неоніла Іванівна працювали на шахті.
Восени 1944 року, після звільнення Кривого Рогу від гітлерівців, Володимир Михайличенко пішов до місцевої школи № 37, яку закінчив у 1954 році.
Після закінчення школи працював у будівельно-монтажному управлінні міста Києва, але захворів на туберкульоз легенів, після чого йому довелося повернутися додому, де тривалий період лікувався. З листопада 1957 року по вересень 1959 року був відповідальним секретарем багатотиражки «Бурильник».
1959 року Володимир Терентійович став студентом філологічного факультету Київського державного університету ім. Т. Г. Шевченка. Проте закінчити його не зумів через загострення легеневого туберкульозу.
Надалі займався журналістикою. Повернувшись до Кривого Рогу, працював у редакції газети «На трудовій вахті» (до 1969 р.).
Переїхавши до м. Хмельницького працював у районній газеті «Прибузька зоря».
З вересня 1971 року стає редактором «Останніх вістей» Криворізької редакції радіомовлення (м. Кривий Ріг).
В 1971 році одружився з інженеркою-геологинею шахти "Гвардійська" Михайличенко-Кругловою Ніною Богданівною. В них народилася донька Марія. 
У 1975 році, коли Володимир Михайличенко повертався з роботи, його тяжко побили.  Невдовзі після цього став почувати себе дуже погано,у наслідок чого розвинулася рідкісна форма саркоми шкіри, яка на той час не підлягала лікуванню. В 1978 році 4 січня серце поета зупинилося.
Вдова Ніна Богданівна після смерті чоловіка займалася популяризаторською діяльністю творів Михайличенка, влаштовувала літературні та музичні вечори, перевидавала поезії. Донька Марія Михайличенко стала музиканткою та писала музику на вірші батька.  
У м. Кривий Ріг ім'ям Володимира Михайличенка названо вулицю.

## Творчість
Вірші писав з дитинства. Творчість високо оцінили О.Гончар, П.Тичина, В.Сосюра. Володимир Михайличенко за власні переконання, за любов до української мови терпів утиски від місцевої влади. 
Друкувався в журналах «Дніпро», «Прапор».
У 1958 році вийшла його перша збірка віршів «Лірика».
Після смерті поета були видані дві книжки з його віршами: «Ритми Кривбасу» (1979) і «Полум'я» (1997). Свої вірші автор присвячує Кривому Рогу, рідним: «Кривбас, Кривбас, багрянь моя!», «З дитинства милі серцю імена», «Край коханий», «Криворізький сонет».
«Про Криворіжжя ніхто ще, здається, не писав з такою синівською любов'ю, так талановито», — саме так відізвався Олесь Гончар про вірші Володимира Михайличенка після виходу книжки «Ритми Кривбасу».
Член спілки письменників України (2001, посмертно).